# 何塞普·马里亚·阿瓦尔卡
何塞普·马里亚·阿瓦尔卡（西班牙語：Josep María Abarca，1974年6月19日—），西班牙男子水球运动员。他曾代表西班牙国家队参加1996年夏季奥林匹克运动会水球比赛，获得一枚金牌。